# Binntalhütte
Die Binntalhütte ist eine Berghütte des Schweizer Alpen-Clubs (SAC) im Binntal im Kanton Wallis der Schweiz. Sie steht etwas unterhalb der Passhöhe des Albrunpasses und dient als Unterkunft bei einer Passüberquerung oder als Ausgangspunkt für Bergbesteigungen in der Umgebung. Der Gebirgspass wird im Westen vom Albrunhorn (ital. Monte Figascian, 2885 m ü. M.), im Osten vom Ofenhorn (ital. Punta d'Arbola, 3235 m ü. M.) überragt.
Während des Zweiten Weltkriegs wurde der Albrunpass wegen seiner strategischen Lage  mit Befestigungen versehen. Unterhalb des Passes wurde ein Beobachtungsposten mit Unterkunft eingerichtet, der zur heutigen Binntalhütte umgebaut wurde. Die eigentliche Festung befand sich drei Kilometer vom Pass entfernt am Mittlenberg. Aus der damaligen Truppenunterkunft ist die Mittlenberghütte (2394 m ü. M.) entstanden.